# Das Orakel von Oonagh
Das Orakel von Oonagh (Originaltitel La prophétie des pierres) ist ein Fantasy-Roman aus dem Jahre 2002, der von der damals erst 13-jährigen Flavia Bujor geschrieben wurde. 

## Handlung
In einem Pariser Krankenhaus ringt Joa, ein 14-jähriges Mädchen, mit dem Tod und wird nur mehr durch einen Traum am Leben gehalten:
In einem Reich, das vom Rat der Zwölf beherrscht wird, dessen Ziel es ist den Menschen die Freiheit zu rauben, leben Jade, Opale und Ambre bei verschiedenen Familien und bekommen an ihrem 14. Geburtstag einen zu ihren Namen passenden Stein. Jede wird von zu Hause fortgeschickt um die beiden anderen zu treffen und gemeinsam sollen sie sich auf den Weg machen, wie es in einer Prophezeiung geschrieben steht. Diese Prophezeiung wurde vor vielen Jahrhunderten von einem Clohryun namens Néophileus, der in die Zukunft sehen konnte, verfasst, damit das Gute wieder seine alte Stärke gewinnen kann.
Jade, Opale und Ambre beschließen, gemeinsam das Geheimnis ihrer Steine zu ergründen. Als sie ihn gleichzeitig in die Hand nehmen, zeigt sich ein seltsames Symbol vor ihren Augen. Um die Bedeutung dieses Symbols zu erfahren, reisen sie nach Nathyrnn, einer Stadt, die der Rat der Zwölf als Gefängnis für alle Befürworter der Freiheit nützt. Dort treffen sie auf Jean Losserand, der das Symbol deuten kann. Es steht für Oonagh, einem Orakel, das in den Bergen der Mär lebt.
In der Mär leben Menschen friedlich mit magischen Wesen zusammen, weil es das einzige Land ist, das vom Rat der Zwölf verschont bleibt. Es ist von einem Magnetfeld umgeben, das nur mit dem Glauben an das Unmögliche durchschritten werden kann. Mit der Hilfe von Adrien de Rivebel befreien sie die Bewohner der Stadt und kommen bis zur Grenze der Mär, wo sie gegen die Ordensritter des Rates kämpfen müssen. Sie haben sie fast besiegt, als einer der Ordensritter plötzlich Opale ersticht. Die Menschen aus Nathyrrn flüchten in die Mär und Adrien trägt Opales Leichnam durch das Magnetfeld, wobei er sich in sie verliebt.
Sie bleiben ein paar Tage bei Owen d’Yrdahl, von dem sie erfahren, dass der Tod streikt und dass Opale überleben kann, wenn ihre Wunde behandelt wird. Adrien meldet sich bei der Armee des Lichts, um die Stadt Thaar, die Stadt der Ursprünge, zu umstellen.
Als Opale wieder gesund ist, reiten sie in Richtung der Berge, in denen Oonagh wohnt. Sie helfen den Bewohnern einer Stadt das Siegel der Finsternis, das über sie gelegt wurde, zu brechen und zum Dank bekommen sie einen Trank, der sie vor den Raubvögeln auf Oonaghs Berg retten soll.
Durch unterirdische Gänge gelangen sie schließlich zu Oonagh, die wider ihren Erwartungen ein kleines, lebhaftes Mädchen ist und ihnen einen Teil der Prophezeiung vorsingt.
„Aus der Finsternis tritt der Erwählte hervor,
das Königreich zu einen,
es zum Licht zu führen.
Der König, der nicht regieren darf,
geheiligt im Namen der Gabe.
Drei Steine, drei Mädchen.
Eine wird die Gabe entdecken,
eine wird den König erkennen,
eine wird die beiden anderen überreden zum Sterben.
Von drei Steinen wird nur ein Schicksal künden.“
Oonagh sagt ihnen, dass am Tag der Sommersonnwende eine Schlacht zwischen der Armee der Finsternis und der Armee des Lichts stattfinden werde und dass sie dazu den Tod überreden müssen, seinen Streik zu beenden. Mit einer Karte, die sie von ihr bekommen, reisen sie in das Reich des Todes, über den See der Vergangenheit. Sie überwinden seine Trugbilder und gelangen als die ersten Sterblichen in das Reich des Todes. Als sie ihm gegenübertreten, erwarten sie eine aus ihren schlimmsten Alpträumen entstiegene Kreatur, aber wieder steht ihnen nur ein kleines Mädchen gegenüber. Sie schaffen es, den Tod zu überzeugen, dass er geliebt wird und werden von Rokcdär, einem Berater des Todes, zum Palast von Yrianz de Myrnehl begleitet.
Ambre erkennt den Namenlosen (und verliebt sich in ihn), der früher der Armee der Finsternis gedient hat, dann desertiert ist und dem das Gedächtnis ausgelöscht wurde, als den Erwählten und Opale begreift, was ihre Gabe ist: die Hoffnung.
Sie reisen weiter nach Thaar, das mittlerweile von der Armee der Finsternis eingenommen wurde und gegen ihren Willen betreten sie ein riesiges Hochhaus, in dem sie auf das 13. Mitglied des Rates der Zwölf treffen. Es ist kein Mensch, sondern der Geist aller zwölf Ratsmitglieder zusammen, aber trotzdem unabhängig von ihnen.
Von einem Fenster aus sehen sie die versammelten Armeen auf dem Schlachtfeld. Mit dem Erwählten an ihrer Spitze schlägt sich die Armee des Lichts gut aber sie droht trotzdem zu verlieren.
Das 13. Mitglied versucht ihnen begreiflich zu machen, dass die Schlacht bereits hoffnungslos verloren ist, weil die Hoffnung in ihren Steinen ist, von denen sie sich nur im Tod trennen können.
Da begreift Jade was in der Prophezeiung gemeint ist und obwohl sie ihre Freundinnen nicht in den Tod schicken will, überredet sie sie aus dem Fenster zu springen, um das Böse zu besiegen und dem Licht zum Sieg zu verhelfen. Im Sprung lösen sich die Steine auf und ein goldener Regen ergießt sich über der ganzen Welt und gibt jedem Hoffnung. Bevor sie auf dem Boden auftreffen, werden sie von den Raubvögeln aufgefangen und zum Schlachtfeld getragen. Dort treffen sie auf Oonagh, Adrien, den Erwählten, die besiegte Armee und die glücklichen Sieger. Ein goldenes Korn fällt vom Himmel, das sie eingraben und aus dem ein Baum wächst, der immer an diese Schlacht erinnern wird.
Im Pariser Krankenhaus erwacht das kranke Mädchen nach der letzten Nacht, in der sie diesen Traum hatte. Er hat ihr geholfen zu sehen, dass sie die Hoffnung nicht aufgeben darf und weitergehen muss. Damit hat der Traum ihr das Leben wiedergegeben.

## Ausgaben
- Flavia Bujor: La prophétie des pierres. Editions Anne Carrière, Paris 2002, ISBN 2-84337-193-7.
- Flavia Bujor: Das Orakel von Oonagh. cbt, München 2007, ISBN 978-3-570-30360-3 (EA München 2003, übersetzt von Roseli und Saskia Bontjes van Beek).
- Flavia Bujor: Das Orakel von Oonagh. Hörbuch-Verlag, Hamburg 2007, ISBN 978-3-86742-606-0 (4 CDs, gekürzte Lesung von Kornelia Boje)